# استیو ورمو
استیو ورمو (انگلیسی: Stive Vermaut; ۲۲ اکتبر ۱۹۷۵ – ۳۰ ژوئن ۲۰۰۴) دوچرخه‌سوار اهل بلژیک بود.